# 52872 Ocírroe
52872 Ocírroe é um corpo menor do sistema solar que é classificado como um centauro que orbita no exterior do Sistema Solar entre as órbitas dos planetas Júpiter e Saturno. Ele possui uma magnitude absoluta de 10,8 e tem um diâmetro estimado de cerca de 44 km.

## Descoberta
52872 Ocírroe foi descoberto no dia 19 de setembro de 1998 pelo Spacewatch,

## Nome
Este corpo celeste recebeu seu nome em referência a Ocírroe, filha do centauro Quíron da mitologia grega, ela foi condenada a tornar-se égua por causa de suas revelações para a humanidade.

## Órbita
A órbita de 52872 Ocírroe tem uma excentricidade de 0,307 e possui um semieixo maior de 8,348 UA. O seu periélio leva o mesmo a uma distância de 5,788 UA em relação ao Sol e seu afélio a 10,908 UA.